# Balé Folclórico da Bahia
O Balé Folclórico da Bahia (BFB) é uma companhia de dança folclórica do Brasil. Fundada em 1988, é a única companhia folclórica profissional brasileira. Está sediado em Salvador, no Teatro Miguel Santana, situado no Centro Histórico. Foi reconhecido como "melhor companhia de dança folclórica do planeta" pela Associação Mundial de Críticos. Suas apresentações tem inspiração na capoeira, no frevo e em religiões de origem africana. Recebeu homenagens no Togo nomeando uma rua na cidade de Aného e nos Estados Unidos com a dedicação do dia 1 de novembro no calendário da cidade de Atlanta.

## História
O Balé Folclórico da Bahia foi fundado em 7 de agosto de 1988 pelos bailarinos Walson Botelho (conhecido como Vavá Botelho) e Ninho Reis. Eles eram do grupo de danças folclóricas Viva Bahia na década de 1980 e iniciaram o BFB a partir de contratações de empresas para espetáculos com danças folclóricas. A partir disso, houve um convite para uma apresentação única no Festival de Dança de Joinville, com o espetáculo Bahia de Todas as Cores, o qual rendeu outras apresentações pelo estado de Santa Catarina, onde fica o município de Joinville.
Em 1994, participou da Bienal de Dança de Lion, em Lion, a convite do então diretor dessa bienal Guy Darmet feito em Salvador. A partir dessa apresentação, o BFB iniciou turnês de apresentações fora do Brasil.
Como homenagem aos trinta anos de existência, recebeu o título de utilidade pública estadual no Salão Nobre da Assembleia Legislativa, no Centro Administrativo da Bahia, no início de julho de 2018 e no fim do mesmo mês também foi homenageada na Câmara Municipal de Salvador.